# Чисхолм, Салли
Салли Чисхолм (англ. Sallie W. (Watson) «Penny» Chisholm; род. 5 ноября 1947, Маркетт, Мичиган) — американский биоокеанолог, специалист по фитопланктону, занимается исследованиями роли микроорганизмов в формировании морских экосистем. Известность получила как первооткрыватель Prochlorococcus (в 1980-х). Член Национальной АН США (2003), Институтский профессор Массачусетского технологического института (с 2015), где трудится с 1976 года. Удостоена Национальной научной медали США (2011). Лауреат премии Крафорда (2019) — за открытие Prochlorococcus.

## Биография
Окончила Skidmore College (бакалавр биологии и химии, 1969).
В 1970 году училась в Корнеллском университете.
Степень доктора философии по морской биологии получила в 1974 году в Университете штата Нью-Йорк в Олбани.
С 1976 года преподаёт в Массачусетском технологическом институте (куда поступила первоначально морским экологом, с 2015 года Институтский профессор, перед чем с 2002 года Lee and Geraldine Martin Professor of Environmental Studies, с 1993 года одновременно состоит на кафедре биологии; директор-основатель MIT’s Earth System Initiative), перед чем два года провела в качестве постдока в Scripps Institution of Oceanography. Также аффилирована с Woods Hole Oceanographic Institution. В 1998 и 2013 годах ученый-резидент Bellagio Study Center (Италия), в 2004—2012 гг. исследователь морской микробиологии Gordon and Betty Moore Foundation.
В 1980-х вместе с руководимыми ею коллегами открыла Prochlorococcus (опубликовано в 1988 году) и затем разработала её как модельный организм — для исследования экологии и эволюции морских микробов, в частности для выяснения того, как они влияют на глобальные биогеохимические циклы.
Член Американской академии искусств и наук (1992) и Американской академии микробиологии (1993), Американской ассоциации содействия развитию науки (2013), фелло Американского геофизического союза (1996) и Экологического общества Америки (2012).
В сотрудничестве с Molly Bang выпустила книги по экологии для детей «Living Sunlight» (Blue Sky Press, 2009) и «Ocean Sunlight» (Blue Sky Press, 2012).
Основные работы
- Physiology and molecular phylogeny of coexisting Prochlorococcus ecotypes / Moore, LR, Rocap, G, Chisholm, SW. 1998. Nature 393, 464-7. doi:10.1038/30965. PMID 9624000.
- Genome divergence in two Prochlorococcus ecotypes reflects oceanic niche differentiation / Rocap, G, Larimer, FW, Lamerdin, J, Malfatti, S, Chain, P, Ahlgren, NA, Arellano, A, Coleman, M, Hauser, L, Hess, WR et al. 2003. Nature 424, 1042-7. doi:10.1038/nature01947. PMID 12917642.
- Niche partitioning among Prochlorococcus ecotypes along ocean-scale environmental gradients / Johnson, ZI, Zinser, ER, Coe, A, McNulty, NP, Woodward, EM, Chisholm, SW. 2006. Science 311, 1737-40. doi:10.1126/science.1118052. PMID 16556835.

## Награды и отличия
- Rosensteil Award in Ocean Sciences (1991)
- Стипендия Гуггенхайма (1997)
- A.G. Huntsman Award for Excellence in the Marine Sciences[англ.] (2005)
- Медаль Александра Агассиза Национальной АН США (2010)
- Darbaker Prize, Ботаническое общество Америки (2011)
- Национальная научная медаль США (2011)
- Ruth Patrick Award, American Society of Limnology and Oceanography[англ.] (2012)
- Ramon Margalef Prize in Ecology[англ.] (2013)[9]
- Killian Award Массачусетского технологического института (2014)[10]
- Премия Крафорда одноимённого фонда и Шведской королевской АН (2019)[8][11]
- Медаль Бенджамина Франклина (2022)